# Vincenzo A. Sagun
Vincenzo A. Sagun is een gemeente in de Filipijnse provincie Zamboanga del Sur op het eiland Mindanao.Bij de laatste census in 2007 had de gemeente bijna 20 duizend inwoners.

## Geografie

### Bestuurlijke indeling
Vincenzo A. Sagun is onderverdeeld in de volgende 14 barangays:
| - Ambulon - Bui-os - Cogon - Danan - Kabatan - Kapatagan - Limason | - Linoguayan - Lumbal - Lunib - Maculay - Maraya - Sagucan - Waling-waling |

## Demografie
Vincenzo A. Sagun had bij de census van 2007 een inwoneraantal van 19.984 mensen. Dit zijn 912 mensen (4,8%) meer dan bij de vorige census van 2000. De gemiddelde jaarlijkse groei komt daarmee uit op 0,65%, hetgeen lager is dan het landelijk jaarlijks gemiddelde over deze periode (2,04%). Vergeleken met de census van 1995 is het aantal mensen met 2.574 (14,8%) toegenomen.

De bevolkingsdichtheid van Vincenzo A. Sagun was ten tijde van de laatste census, met 19.984 inwoners op 63 km², 317,2 mensen per km².